# Битва за Чорне море (з 2022)
Битва за Чорне море — битва у ході повномасштабної фази російсько-української війни, що почалась 24 лютого 2022 року та охоплює акваторію Чорного моря. Битва ознаменувалась успішним веденням Україною асиметричної війни проти Чорноморського флоту ВМФ Росії попри практичну відсутність власних військових кораблів. Це стало можливим завдяки застосуванню інноваційних підходів, зокрема — безпілотних надводних апаратів.
На початковому етапі Україні вдалось запобігти російському морському десанту, вигнати російські кораблі з українських територіальних вод та відбити острів Зміїний. Наступний етап розпочався з виходом Росії з «зернової угоди» та масованими атаками на українську зернову та портову інфраструктуру. Своєю чергою Україна розпочала кампанію ракетних і дронових ударів проти військових об'єктів у Криму та напади на російські військові кораблі безпілотними надводними апаратами. Це підірвало російське панування на морі, в результаті чого Україна змогла в односторонньому порядку проголосити новий морський коридор і відновити експорт морем до довоєнного рівня.
За даними CSIS з лютого 2022 до лютого 2024 року Росія втратила близько 40% сумарної водотоннажності військових кораблів, що знаходились на Чорному морі. Для російського флоту становище погіршує той факт, що за конвенцією Монтре Росія не може перекинути до Чорного моря додаткові кораблі. У липні 2024 року останній російський сторожовий корабель покинув Крим.

## Передумови
Чорне море є важливим для економік України та Росії, оскільки воно є шляхом морського експорту. До вторгнення морський експорт складав 60% від усього експорту України. Ще до вторгнення росіяни поступово запроваджували блокаду Азовського моря: після незаконної анексії Криму 2014 року вони піддавали тиску кораблі, що заходили до Азовського моря, а 2018 року захопили кілька українських кораблів і взяли в полон їх команди.
Внаслідок анексії Криму Україна втратила також переважну частину власного флоту. Станом на початок вторгнення Чорноморський флот РФ налічував 52 бойові кораблі та 221, а Військово-морські сили України мали 14 бойових і 8 допоміжних. До того ж на 24 лютого флагман ВМСУ фрегат «Гетьман Сагайдачний» перебував на капітальному ремонті й через деякий був самозатоплений. Таким чином, на початок вторгнення Україна фактично не мала функціонального флоту та навіть протикорабельних ракетних комплексів.

## Початковий етап
Незадовго до початку вторгнення 24 лютого 2022 року за допомогою флоту Росія встановила морську блокаду України.
Бойові дії на морі розпочались із перших днів війни. Через відсутність берегових ракетних військ російські кораблі мали змогу підходити близько до берега та обстрілювати узбережжя. Зокрема, це дало змогу захопити острів Зміїний 24 лютого. Цей острів мав важливе значення для росіян для забезпечення ізоляції регіону, контролю річкового судноплавства на Дунаї та підходів до українських морських портів. Острів було звільнено у червні 2022 року.
Також російські кораблі запускали крилаті ракети по Україні, зокрема, ракети родини «Калібр».
На початку вторгнення однією з ключових цілей для росіян було захоплення Одеси та позбавлення України виходу до моря. З перших днів мешканці Одеси активно готували узбережжя в місті до відбиття потенційного морського десанту. Сухопутний наступ на Одесу було зупинено в ході битви за Миколаїв. За словами командувача ВМСУ Олексія Неїжпапи, здійснення десантної операції зірвалось через відсутність сухопутного підходу.
Також 24 березня українськими ракетами «Точка-У» було знищено в порту Бердянська великий десантний корабель «Саратов» і пошкоджено два інші кораблі цього проєкту, що також вплинуло на десантні спроможності.
14 квітня поблизу Зміїного українські протикорабельні ракети уразили флагман Чорноморського флоту РФ ракетний крейсер «Москва». Знищення цього корабля зафіксувало за північчю Чорного моря статус «сірої зони», у якій не могли діяти російські кораблі, але через перевагу в повітрі Росії українські морські сили також не могли вільно діяти в межах цієї зони. Таким чином, результатом першого етапу битви стало унеможливлення висадки з моря й відкидання російського флоту на понад 150 кілометрів від берега.

### Чорноморська зернова ініціатива
В липні 2022 року для забезпечення продовольчої безпеки у світі за посередництва ООН і Туреччини вдалось домовитись щодо зернової ініціативи, яка дозволила Україні експортувати зерно крізь російську блокаду. Угода призупинила активні бойові дії на морі. Однак, з лютого 2023 року Росія почала саботувати угоду, атакувати портову інфраструктуру попри домовленість, погрожувати виходом із цієї угоди, що зрештою і зробила влітку 2023 року.

## Ескалація 2023 року
Протягом 2022—2023 року українські сили наростили спроможності завдавати ударів по російських кораблях у морі та військових об'єктах в окупованому Криму. Це стало можливим завдяки масовому виробництву безпілотних надводних апаратів (БНА) і постачанню західних крилатих ракет.
Інноваційна тактика з застосуванням безпілотних брандерів дозволила уражати російські кораблі на значній віддалі від берега, аж до Новоросійська. Влітку 2023 року навіть було створено перший у світі спеціальний підрозділ для БНА — 385-ту бригаду морських безпілотних комплексів.
17 липня 2023 року розпочалась ескалація бойових дій. 17 липня Кримський міст було атаковано вдруге, використавши морські надводні дрони.[джерело?] Росія остаточно вийшла з чорноморської зернової ініціативи, оголосила про відновлення блокади українських портів та почала завдавати масованих ударів по портовій інфраструктурі Одеси та Ізмаїла з використанням ракет та безпілотників. Того самого дня українські БНА пошкодили Кримський міст. У липні українське військове та політичне керівництва поставили мету надати Росії якнайжорсткішу військову відповідь та зробити все Чорне море небезпечним для російських військових кораблів.
4 серпня Україна опублікувала прибережне повідомлення, яким оголосила акваторії шести російських портів у Чорному морі такими, що перебувають під воєнною загрозою. Про це йдеться у прибережному повідомленні № 118, що опубліковане на сайті Держгідрографії. У повідомленні зазначається, що йдеться про акваторії внутрішнього та зовнішнього рейдів портів Анапа, Новоросійськ, Геленджик, Туапсе, Сочі та Тамань. Підставою оголошення вказаний наказ № 5 Військово-морських сил України від 04 серпня 2023 року.
Надані західними союзниками далекобійні крилаті ракети (Storm Shadow), а також безпілотники й ракети власного виробництва («Нептун») дозволили українським силам завдавати ударів по військових об'єктах в окупованому Криму, в тому числі по засобах протиповітряної оборони. Зокрема, 13 вересня 2023 було уражено великий десантний корабель і підводний човен під час удару по Севморзаводу, 22 вересня 2023 ракета влучила у штаб Чорноморського флоту.
Українські спецпризначенці також здійснили низку операцій у Чорному морі: 24 серпня провели висадку в Криму, а у вересні повернули під український контроль «вишки Бойка».
Успішні дії протягом другої половини 2023 року підірвали російське панування в Чорному морі та суттєво обмежили бойові можливості ЧФ РФ. Супутникові знімки показали, що в жовтні 2023 року росіяни відвели значну частину флоту з Севастопольської бази до безпечніших портів на сході Чорного моря, як Новоросійськ. Також росіяни запланували розбудувати військово-морську базу в місті Очамчире в окупованій Абхазії, однак ця база є маленькою та не може розглядатись як заміна севастопольській.
У червні 2024 року Росія вивела два ракетні кораблі з Криму, а в липні останній сторожовий корабель залишив Крим. Речник ВМСУ Дмитро Плетенчук сказав про це: «Останній сторожовий корабель ЧФ РФ просто зараз звалює з нашого Криму. Запам’ятайте цей день».

### Новий торговельний коридор
У відповідь на вихід Росії з угоди Україна в односторонньому порядку проголосила створення нового гуманітарного морського коридора 10 серпня 2023, що стало можливим саме завдяки успіхам на чорноморському театрі воєнних дій і послабленню російського тиску внаслідок цього. Станом на початок грудня 2023 року ним скористались понад 200 кораблів, перевізши мільйони тонн зерна, металів та іншого вантажу. Станом на січень 2024 року, за словами прем'єр-міністр України Дениса Шмигаля, морський експорт уже відповідав довоєнному рівню, новим коридором пройшли понад 660 кораблів, що перевезли до 32 країн світу близько 20 мільйонів тонн вантажів, з яких 70% складала аграрна продукція.

### Тіньовий флот Росії
За оцінкою ICBSS, переміщення переважної частини середземноморського угруповання кораблів ЧФ РФ назад у Чорне море перед початком вторгнення в Україну спричинило проблеми для підтримки російських військових баз у Сирії, позаяк кораблі були основним способом перевезення вантажів. Причиною цього є дотримання Туреччиною конвенції Монтре, яка забороняє проходження Босфорської протоки військовим кораблям. Втім, росіяни продовжили використовувати свій «тіньовий флот» для транспортування військових вантажів між Сирією та Росією.
Деякі з цих кораблів, а саме танкер SIG та суховантаж Sparta IV, також стали мішенями для українських надводних безпілотників.

## Оцінки
- На думку експерта Центру оборонних стратегій Віктора Кевлюка, ВМСУ поставили росіян в такі умови, що заявлені ними атаки на цивільні кораблі, що прямують до українських портів зробили би їх ініціаторами необмеженої морської війни, в якій Росія б також зазнала великих збитків.[28]
- Журналісти та фахівці відзначали, що успіхи в битві на Чорному морі, удари по російських об'єктах у Криму та ведення війни на виснаження демонструють можливість України знаходити способи ефективної протидії ворогу попри безуспішну сухопутну кампанію.[5][7][34]
- Станом на грудень 2023 року низка експертів і журналістів назвали битву за Чорне море найвагомішим здобутком Збройних сил України протягом останніх місяців 2023 року. Колишній капітан фрегата ВМС Великої Британії та оглядач The Telegraph Том Шарп заявив, що «Україна виграла велику морську битву, не маючи власного флоту».[6] Журналіст і співробітник Атлантичної ради Пітер Дікінсон пригадав історію захисників острова Зміїного та їх зухвалу відповідь російському кораблю і сказав, що ця непокора задала тон усій війні на морі.[34]